# (12359) Cajigal
Pour les articles homonymes, voir Cajigal (homonymie).
(12359) Cajigal est un astéroïde de la ceinture principale.

## Description
(12359) Cajigal est un astéroïde de la ceinture principale. Il fut découvert le 22 septembre 1993 à Mérida par Orlando A. Naranjo Villarroel. Il présente une orbite caractérisée par un demi-grand axe de 3,20 UA, une excentricité de 0,16 et une inclinaison de 0,9° par rapport à l'écliptique.

## Compléments